# 영동 묵정리 고가
영동 묵정리 고가(永同 墨井里 古家)는 충청북도 영동군 양강면에 있는 일제강점기의 건축물이다. 1985년 12월 28일 충청북도의 유형문화재 제146호로 지정되었다.

## 개요
묵정리 고가는 1932년에 용화면 월전리에 있던 정참봉의 집을 옮겨 지었다고 전해오는 주택으로 ‘영사재’라 불린다.
오래된 건물은 아니지만 특징 있는 세부 소재를 갖추고 있다. ㄱ자형의 안채와 ㅡ자형의 부속건물 그리고 행랑채의 지붕보다 한단 높이 만든 솟을대문 등이 남아있다.
안채는 자연석을 쌓아 만든 기단 위에 마루 앞면에는 긴 주춧돌을 놓고 다른 부분에는 4각으로 다듬은 주춧돌을 놓았다. 지붕은 옆모습이 여덟 팔(八)자 모양인 팔작지붕이다.

## 참고 자료
- 영동 묵정리 고가 - 국가유산청 국가유산포털